# Championnats d'Europe de tennis de table 1972
Navigation
Édition précédente Édition suivante
Les championnats d'Europe de tennis de table 1972, huitième édition des championnats d'Europe de tennis de table, ont lieu du 15 au 22 avril 1972 à Rotterdam, aux Pays-Bas.
Le titre messieurs est remporté par le suédois Stellan Bengtsson.